# 휘문고등학교
휘문고등학교(徽文高等學校)는 대한민국 서울특별시 강남구 대치동에 있는 자율형 사립 고등학교이다.

## 학교 연혁
- 1904년 9월 1일 : 하정 민영휘가 광성의숙(廣成義塾)을 개숙
- 1906년 5월 1일 : 하정 민영휘 선생, 본교를 창립하고 고종황제가 하사한 교명 '휘문(徽文)'으로 개교함
- 1906년 8월 : 관상감 터에 교사(校舍) 삼일재(三一齋) 낙성
- 1907년 : 야구부 창단
- 1910년 3월 : 휘문의숙 제1회 졸업식을 거행함(졸업생 수 32명)
- 1918년 1월 : ‘사립휘문고등보통학교’ (4년제)로 개칭함
- 1921년 : 학교장 임경재 등 교사ㆍ동문 힘모아 ‘조선어연구회’ (‘한글학회’ 모체) 창립
- 1922년 4월 : ‘휘문고등보통학교’ (5년제)로 변경하고 희중당(稀重堂 원서동 소재 본관 3층 12교실)을 낙성함
- 1923년 1월 : 교지 「휘문(徽文)」 창간
- 1923년 6월 : 창덕궁서 악기 72점 기증받아 기존 악대를 확대 개편함
- 1925년 : 농구부 창단
- 1927년 5월 : 설립자 민영휘 선생의 동상을 창건하여 제막식을 거행
- 1933년 : 도서관 개관
- 1938년 4월 : ‘휘문중학교’ (5년제)로 개칭함
- 1946년 7월 : ‘휘문중학교’ (6년제)로 변경함
- 1951년 8월 : 학제 개편에 따라 중ㆍ고가 분리되고 ‘휘문고등학교’ (3년제)로 개칭함
- 1955년 4월 : 영자신문 「The Whimoon Times」 창간
- 1977년 4월 : 서울특별시 강남구 삼성동 산30-1(현교지)에서 신축 교사 기공식을 함
- 1978년 2월 : 72년간 자리했던 볼재(종로구 원서동)에서 현 위치(강남구 대치동)로 교사를 이전함
- 2011년 3월 : 자율형사립고등학교로 인가됨
- 2018년 2월 : 제110회 졸업식 거행
- 2018년 9월 : 제30대 이종철 교장 취임
- 2018년 10월 : 제10대 김정배 이사장 취임
- 2022년 3월 : 제32대 이종철 교장 취임

## 운동부
야구부와 농구부를 운영하고 있다. 과거에 축구부도 운영하였으며 1921년 제1회 전조선축구대회에 참가하였고이 대회에서 3회 우승을 차지하는 등 초창기 축구 발전에 공헌하였다. 해방 후까지 존속하다가 해체되었다. 야구부는 2016년에 봉황대기에서 우승을 차지하였다.

## 참고 문헌
- 휘문고등학교 - 한국교육학술정보원 학교알리미

## 같이 보기
- 휘문고등학교 농구단
- 휘문고등학교 야구단
- 휘문고등학교 축구단
- 휘문고등보통학교 육상단
- 휘문고등보통학교 정구단
- 휘문고등보통학교 줄다리기단